# Polypoetes trimacula
Polypoetes trimacula är en fjärilsart som beskrevs av W. Warren 1904. Polypoetes trimacula ingår i släktet Polypoetes och familjen tandspinnare. Inga underarter finns listade i Catalogue of Life.